# Paseo del Centenario
Der Paseo del Centenario ist eine Straße in der mexikanischen Hafenstadt Mazatlán im Bundesstaat Sinaloa. Die Straße wurde 1910 eröffnet und erhielt ihren Namen in Erinnerung an den einhundert Jahre zuvor begonnenen Unabhängigkeitskrieg.

## Lage und Geschichte
Die Straße verläuft zwischen dem Paseo Olas Altas und der Covarrubias im Norden und den Straßen Joel Montes Camarena und Hilario Rodríguez Malpica im Süden. Der letzte Abschnitt von rund 80 Meter Länge am Malecón de Mazatlán, der ansonsten vom Paseo Olas Altas eingenommen wird, wurde erst nach entsprechender Beseitigung eines Hügels angelegt. Daher trägt der Paseo südlich der Querstraße Covarrubias eine andere Bezeichnung als der wesentlich ältere Paseo Olas Altas.
Der Paseo del Centenario verläuft weitgehend am Fuße des Cerro del Vigía entlang des Pazifik und gewährt nur zwischen den Querstraßen Cruz und Batería, wo er zwischen dem Colegio El Pacifico und dem Hogar San Pablo verläuft, keinen Meeresblick.
Das Colegio El Pacifico auf seiner Ostseite ist eine christliche Bildungseinrichtung, die 1922 von den Missionaren John F. Corbin und Laurence Reynolds eröffnet wurde. Sie beherbergte anfangs 18 Schüler und unterrichtet heute 240 Studenten. Während der Woche dient das Gebäude als Bildungseinrichtung und am Wochenende als religiöse Begegnungsstätte.
Der Hogar San Pablo auf seiner Westseite ist ein Heim für Straßenkinder, das der Pater Pedro Tovar Cortés 1975 in einem ehemaligen Karmeliterkloster errichtet hat. Zuvor befand sich in dessen Räumlichkeiten ein von dessen Nonnen geführtes Armenhaus. Doch nachdem 1975 ein Wirbelsturm das Kloster fast zerstört hatte, verließen sie die Ruine, auf die Pater Tovar wenige Monate später bei einem Spaziergang aufmerksam wurde und seinen Entschluss fasste, hier ein Heim für die von ihm betreuten Straßenkinder zu betreiben.
Hauptinitiator bei der Errichtung der Straße war der deutsche Unternehmer Jorge Claussen, der auch maßgeblich an der Errichtung des ihm zu Ehren benannten Paseo Claussen beteiligt war. Zu jener Zeit gab es in Mazatlán eine relativ große und bedeutende deutsche Gemeinde, die zu den Unabhängigkeitsfeiern des Jahres 1910 eine Aussichtsterrasse auf der Spitze des Cerro del Vigía stiftete. Diese war ursprünglich als Glorieta Germania bekannt und trägt mittlerweile die Bezeichnung Ángela Peralta Pergola. Auf derselben befindet sich eine von drei englischen Kanonen, mit denen die Stadt Mazatlán von dem am Paseo Claussen gelegenen Fuerte 31 de Marzo im März 1864 gegen die französischen Seestreitkräfte verteidigt wurde. Die Pergola ist mit dem Paseo del Centenario über eine Betontreppe verbunden, die, nur wenige Meter entfernt, von der Straße Venustiano Carranza nach oben führt.